# Łódzka Kolej Aglomeracyjna (przedsiębiorstwo)
Łódzka Kolej Aglomeracyjna Sp. z o.o. (w skrócie ŁKA, identyfikator literowy – LKA) – polski, aglomeracyjny przewoźnik kolejowy obsługujący połączenia pomiędzy miastami wchodzącymi w skład systemu Łódzkiej Kolei Aglomeracyjnej. ŁKA wykonuje również kursy między Łodzią a Warszawą.

## Połączenie Łódź – Warszawa
Od 13 marca 2016 roku Łódzka Kolej Aglomeracyjna obsługuje weekendowe przewozy na trasie Łódź Widzew – Koluszki – Skierniewice – Warszawa Wschodnia kategorii ŁKA Sprinter (ŁS). Od 11 grudnia 2016 roku wraz z otwarciem nowej Łodzi Fabrycznej wydłużono do niej kursy z Warszawy. Linia do Warszawy nie jest częścią systemu kolei aglomeracyjnej i pociągi są uruchamiane na zasadach komercyjnych.
27 marca 2018 roku wprowadzono możliwość rezerwacji miejsc w pociągach ŁKA Sprinter za pośrednictwem platformy sprzedażowej KOLEO z graficznym wyborem miejsca. Rezerwacją objęte są 52 miejsca w każdym składzie na 240 lub 360 wszystkich miejsc siedzących (zależnie od liczby jednostek).

## Tabor
W marcu 2012 spółka Łódzka Kolej Aglomeracyjna ogłosiła przetarg na dostawę 20 elektrycznych zespołów trakcyjnych wraz z ich utrzymaniem przez 15 lat oraz zaprojektowanie i budowę zaplecza technicznego. Oferty złożyli PESA Bydgoszcz i Stadler Polska. W październiku 2012 za korzystniejszą została uznana oferta Stadlera proponującego pojazdy FLIRT³ i 13 grudnia podpisano umowę. 24 kwietnia 2014 zostały dostarczone pierwsze pojazdy, a ostatnie 28 lutego 2015.
Pojazdy stacjonują na zapleczu technicznym zlokalizowanym przy stacji Łódź Widzew.
28 lutego 2017 ŁKA podpisała umowę z przedsiębiorstwem Newag S.A. na dostawę 14 nowoczesnych pociągów Impuls II. Łódzki przewoźnik jest pierwszym, który je otrzyma. Pierwsze cztery pojazdy mają być dostarczone do końca trzeciego kwartału 2018 roku, pozostałe w roku 2019. Zamówione składy służą do obsługi połączeń:
- Skierniewice – Łowicz – Kutno,
- Łódź – Piotrków Trybunalski – Radomsko,
- Łódź – Tomaszów Mazowiecki,
- Łódź – Opoczno (po zelektryfikowaniu linii nr 25).

22 września 2017 roku podpisano umowę z przedsiębiorstwem Stadler Polska na wydłużenie 10 z 20 posiadanych jednostek Stadler Flirt³ o dodatkowy, trzeci człon. Pierwsza wydłużona jednostka ma być gotowa do 30 września 2018 roku (z dopuszczeniem do eksploatacji najpóźniej do 28 lutego 2019 roku), ostatnia do 31 stycznia 2020 roku.
Wydłużone Flirty³ będą wykorzystywane na trasach:
- Łódź - Kutno

- Łódź - Łowicz

- Łódź - Sieradz

## Tabor posiadany i planowany do zakupu oraz modernizacji

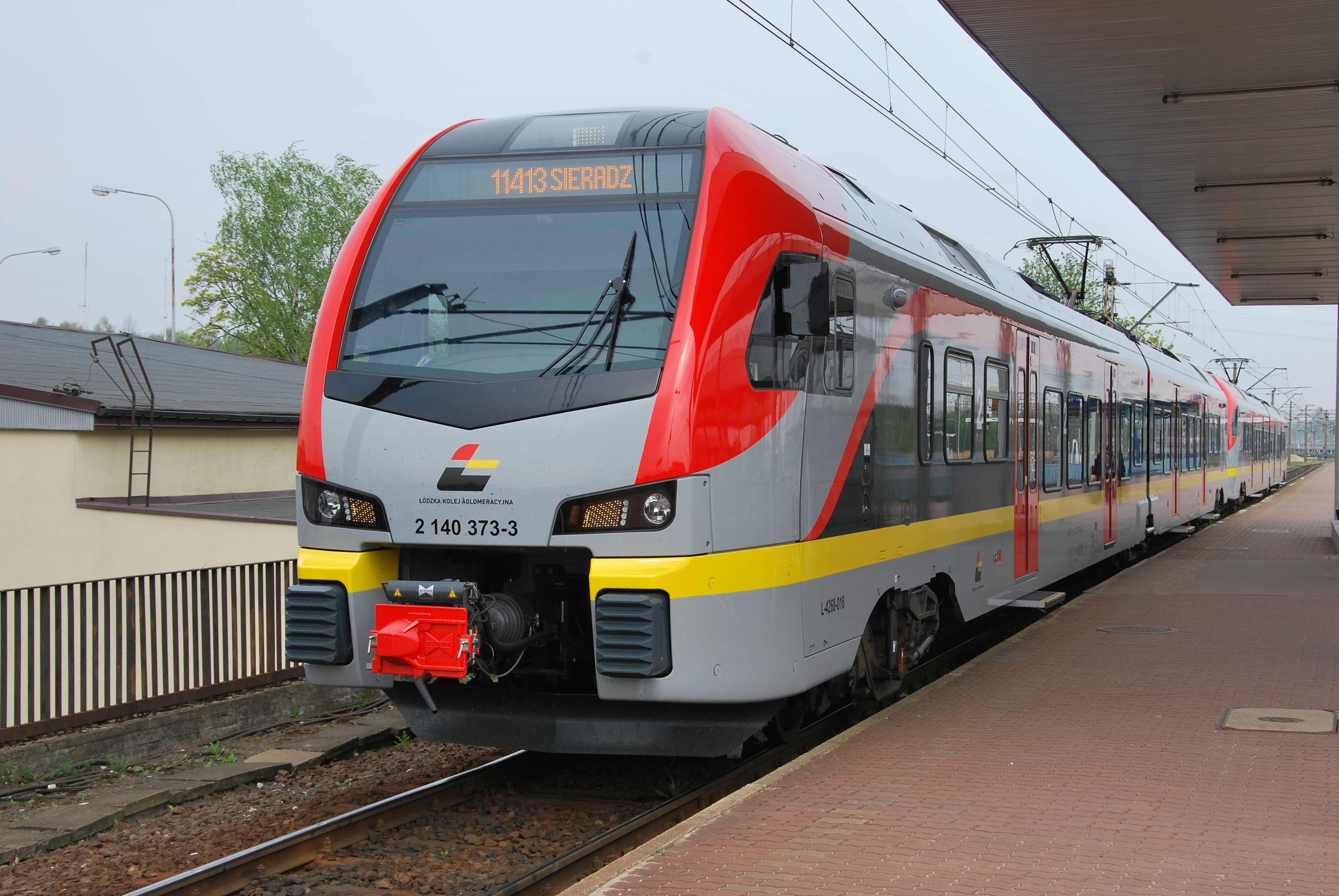
Stadler FLIRT³

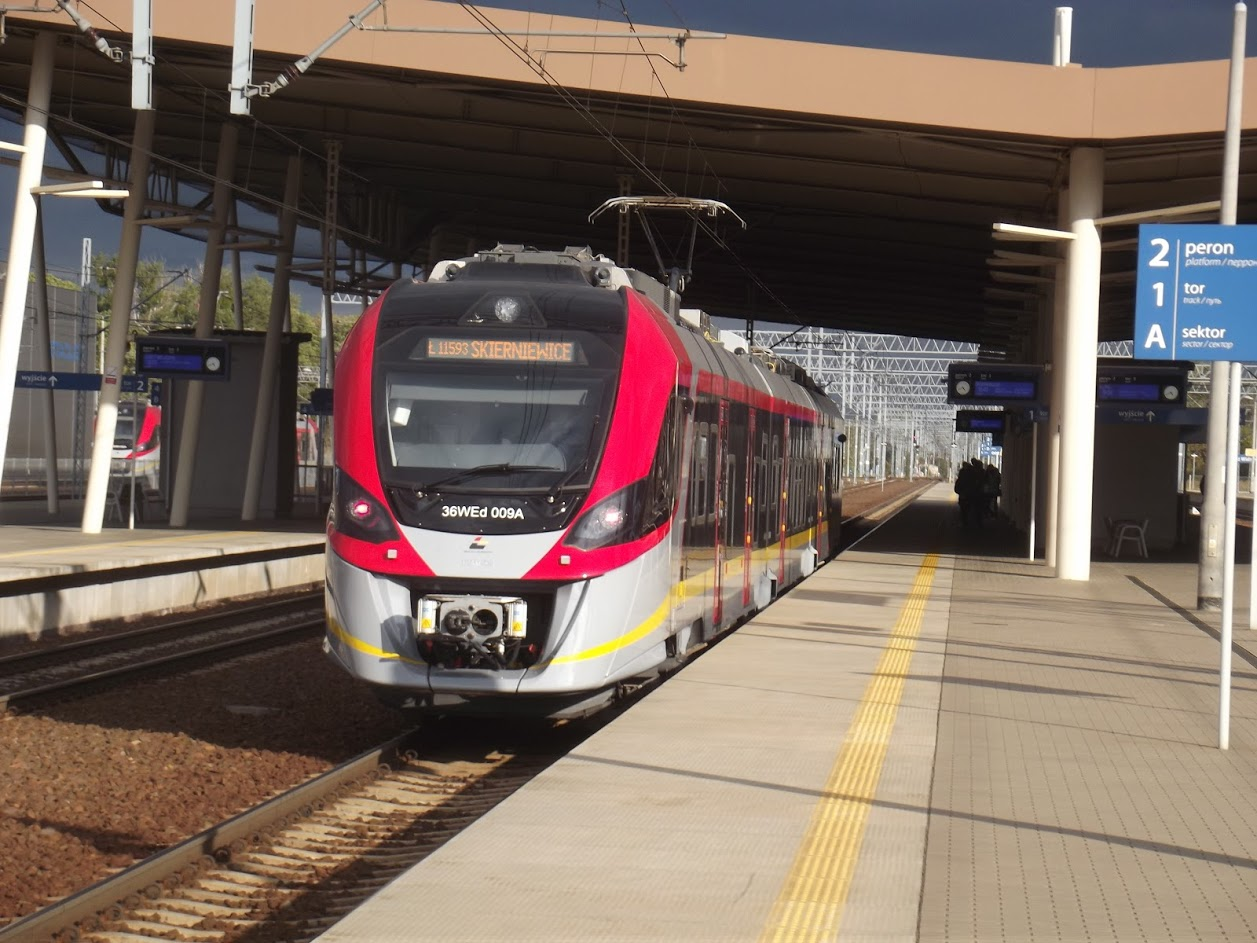
Newag Impuls

| Pojazd    | Liczba sztuk | Liczba członów | Liczba miejsc siedzących | Prędkość maksymalna | Napęd       | Producent | Lata produkcji | Właściwości |                                                        |
| --------- | ------------ | -------------- | ------------------------ | ------------------- | ----------- | --------- | -------------- | --- | ------------------------------------------------------ |
| FLIRT³    | 10           | 2              | 120                      | 160 km/h            | elektryczny | Stadler   | 2014–2015      | przewóz osób na wózkach · Internet bezprzewodowy · przewóz rowerów · gniazdka elektryczne · pojazd niskopodłogowy · klimatyzacja przestrzeni pasażerskiej · automaty biletowe | [ 11 ] [ 12 ]                                          |
| FLIRT³    | 10           | 3              | 186                      | 160 km/h            | elektryczny | Stadler   | 2014-2015      | przewóz osób na wózkach · Internet bezprzewodowy · przewóz rowerów · gniazdka elektryczne · pojazd niskopodłogowy · klimatyzacja przestrzeni pasażerskiej · automaty biletowe | (przebudowa 10 sztuk dostarczonych w latach 2014-2015) |
| Impuls II | 14           | 3              | 160                      | 160 km/h            | elektryczny | Newag     | 2018–2019      | przewóz osób na wózkach · Internet bezprzewodowy · przewóz rowerów · gniazdka elektryczne · pojazd niskopodłogowy · klimatyzacja przestrzeni pasażerskiej · automaty biletowe | [ 14 ] [ 15 ]                                          |
| Impuls II | 5            | 3              | 140                      | 160 km/h            | hybrydowy   | Newag     | 2022           | przewóz osób na wózkach · Internet bezprzewodowy · przewóz rowerów · gniazdka elektryczne · pojazd niskopodłogowy · klimatyzacja przestrzeni pasażerskiej · automaty biletowe | [ 16 ]                                                 |

## Prezesi
- 2010–2013: Maciej Głowacki
- marzec 2013–30 czerwca 2017: Andrzej Wasilewski[17]
- od 30 czerwca 2017 do kwietnia 2024: Janusz Malinowski[17][18]
- od 3 września 2024: Maciej Sobieraj[19]